# Gomiliximab
Il gomiliximab è un anticorpo monoclonale di tipo chimerico (uomo/primate), con azione immunosoppressiva che vienestudiato per il trattamento dell'asma allergico e nell'artrite psoriasica.
Il farmaco agisce sull'antigene: FcεRII  delle IgE o (CD23); ed è stato sviluppato dalla prima dalla IDEC Pharmaceuticals Corporation e poi dalla Centocor, Inc., un marchio della Johnson and Johnson.